# Пара (водоспад)
Пара (ісп. Salto Pará) — водоспад на річці Каура в Південній Америці, у штаті Болівар (Венесуела).

## Географія
Водоспад розташований в середній течії річки Каура, у тропічних, малодоступних лісах Венесуели, в центральній частині штату Болівар (муніципалітет Сукре), за 225 км на південний-захід від міста Сьюдад-Болівар, за 257 км від гирла річки Каури, за 195 км від міста Маріпа і за 50 км, вниз за течією, від гирла впадіння лівої притоки Еребато.
Вода водоспаду падає вниз сімома величезними рукавами з висоти в 64 м (за іншими даними — 60 м). Ширина водоспаду становить 5 608 м, він щосекунди скидає 3 540 м³ води, а в період повеней витрата води може доходити до 11 327 м³/с. За цими показниками він займає друге місце у світі та перше в Америці за шириною після водоспаду Кхон (10 783 м, 11 610 м³/с) та восьме місце в світі — за витратою води, і друге у Південній Америці, після водоспаду Гуаїра (4 828 м, 13 309 м³/с). За витратою води Пара перевищує такі знамениті водоспади як Вікторія в Африці та Іґуасу на кордоні Бразилії і Аргентини разом узятих. За цим же показником він перевищує також знаменитий Ніагарський водоспад.